# Eda Akalın
Eda Akalın (* 18. Juli 1994 in Istanbul) ist eine türkische Schauspielerin.

## Leben und Karriere
Akalın wurde am 17. Juli 1994 in Istanbul geboren. Sie studierte an der İstanbul Bilgi Üniversitesi. Ihr Debüt gab sie 2018 in der Fernsehserie Keşke Hiç Büyümeseydik. Anschließend trat sie 2020 in dem Film Masallardan Geriye Kalan auf.
2021 war sie in einer Episode in Seksenler zu sehen. Außerdem spielte sie 2022 in UFO mit. 2023 setzte Akalın ihre Karriere in dem Film Mitat fort. Im selben Jahr bekam sie in der Serie Mahsun J eine Hauptrolle.

## Filmografie
Filme
- 2020: Masallardan Geriye Kalan
- 2022: UFO
- 2023: Mitat

Serien
- 2018: Keşke Hiç Büyümeseydik
- 2021: Seksenler
- 2023: Mahsun J